# Neobisium nemorense
Neobisium nemorense är en spindeldjursart som beskrevs av Giuliano Callaini 1991. Neobisium nemorense ingår i släktet Neobisium och familjen helplåtklokrypare. Inga underarter finns listade i Catalogue of Life.